# Ostkaktjärnen
Ostkaktjärnen är en sjö i Karlskoga kommun i Värmland och ingår i Göta älvs huvudavrinningsområde. Sjön är 3 meter djup, har en yta på 0,004 kvadratkilometer och befinner sig 214 meter över havet.